# Bukowina Tatrzańska
Bukowina Tatrzańska este o localitatea de reședință a comunei cu același nume din județul Tatra, voievodatul Polonia Mică, Polonia, aflată în Munții Tatra, în apropierea graniței cu Slovacia și a punctului de trecere a frontierei Łysa Polana.